# Prem'yer-liga 2025 (Kirghizistan)
La Prem'yer-liga 2025 è la trentaquattresima edizione della massima serie del campionato Kirghiza di calcio. Il campionato è iniziato il 4 marzo 2025 e si concluderà nel novembre successivo. 
La squadra campione in carica è l'Abdyš-Ata Kant, che ha vinto il suo terzo titolo nazionale nell'edizione 2024.

## Stagione

### Novità
Dalla stagione precedente sarebbe dovuto retrocedere il Kyrgyzaltyn, ultimo classificato del campionato. Tuttavia, a causa della riforma del campionato che ha previsto un allargamento da 10 a 14 squadre partecipanti, le retrocessioni sono state annullate, e al campionato si sono aggiunti Azijagol, Bars, Biškek Siti ed Ôzgôn.

### Formula
Le 14 squadre partecipanti giocano un girone all'italiana con partite di andata e ritorno, per un totale di 26 giornate. Al termine del campionato, la prima classificata è campione del Kirghizistan e si qualifica per la AFC Challenge League 2026-2027. L'ultima classificata è invece retrocessa in Pervaja Liga.

## Squadre partecipanti
| Club              | Città      | Stagione Precedente      |
| ----------------- | ---------- | ------------------------ |
| Abdyš-Ata Kant    | Kant       | Campione di Kirghizistan |
| Alaj Oš           | Oš         | 4° in Prem'yer-liga      |
| Aldier Kuršab     | Oš         | 7° in Prem'yer-liga      |
| Alga Biškek       | Biškek     | 9° in Prem'yer-liga      |
| Azijagol          | Biškek     | Pervaja Liga             |
| Bars              | Karakol    | Pervaja Liga             |
| Biškek Siti       | Biškek     | Pervaja Liga             |
| Dordoj Biškek     | Biškek     | 2° in Prem'yer-liga      |
| Ilbirs Biškek     | Biškek     | 6° in Prem'yer-liga      |
| Kyrgyzaltyn       | Kara-Balta | 10° in Prem'yer-liga     |
| Muras Junajted    | Žalalabad  | 3° in Prem'yer-liga      |
| Neftči Kočkor-Ata | Kočkor-Ata | 5° in Prem'yer-liga      |
| Ôzgôn             | Ozgon      | Pervaja Liga             |
| Talant            | Kant       | 8° in Prem'yer-liga      |

## Classifica Finale
|                         | Pos. | Squadra           | Pt | G | V | N | P | GF | GS | DR |
| ----------------------- | ---- | ----------------- | -- | - | - | - | - | -- | -- | -- |
| Kirghizistan (bandiera) | 1.   | Abdyš-Ata Kant    | 0  | 0 | 0 | 0 | 0 | 0  | 0  | 0  |
|                         | 2.   | Alaj Oš           | 0  | 0 | 0 | 0 | 0 | 0  | 0  | 0  |
|                         | 3.   | Aldier Kuršab     | 0  | 0 | 0 | 0 | 0 | 0  | 0  | 0  |
|                         | 4.   | Alga Biškek       | 0  | 0 | 0 | 0 | 0 | 0  | 0  | 0  |
|                         | 5.   | Azijagol          | 0  | 0 | 0 | 0 | 0 | 0  | 0  | 0  |
|                         | 6.   | Bars              | 0  | 0 | 0 | 0 | 0 | 0  | 0  | 0  |
|                         | 7.   | Biškek Siti       | 0  | 0 | 0 | 0 | 0 | 0  | 0  | 0  |
|                         | 8.   | Dordoj Biškek     | 0  | 0 | 0 | 0 | 0 | 0  | 0  | 0  |
|                         | 9.   | Ilbirs Biškek     | 0  | 0 | 0 | 0 | 0 | 0  | 0  | 0  |
|                         | 10.  | Kyrgyzaltyn       | 0  | 0 | 0 | 0 | 0 | 0  | 0  | 0  |
|                         | 11.  | Muras Junajted    | 0  | 0 | 0 | 0 | 0 | 0  | 0  | 0  |
|                         | 12.  | Neftči Kočkor-Ata | 0  | 0 | 0 | 0 | 0 | 0  | 0  | 0  |
|                         | 13.  | Ôzgôn             | 0  | 0 | 0 | 0 | 0 | 0  | 0  | 0  |
|                         | 14.  | Talant            | 0  | 0 | 0 | 0 | 0 | 0  | 0  | 0  |

Legenda:

      Campione di Kirghizistan e ammesso alla AFC Challenge League 2026-2027
 Retrocessione diretta.
Regolamento:
Tre punti a vittoria, uno a pareggio, zero a sconfitta.
In caso di arrivo di due o più squadre a pari punti, la graduatoria verrà stilata secondo la classifica avulsa tra le squadre interessate che prevede, in ordine, i seguenti criteri:
- Punti negli scontri diretti.
- Differenza reti negli scontri diretti.
- Differenza reti generale.
- Reti realizzate in generale.
- Sorteggio.

Note: